# Svetlana Lapina
Svetlana Michailovna Lapina (ryska: Светлана Михлайолвна Лапина), född den 12 april 1978, är en rysk före detta friidrottare som tävlade i höjdhopp.
Lapina deltog vid junior-VM 1996 i höjdhopp där hon slutade på en tredje plats efter att ha klarat 1,91. Som senior deltog hon vid ett mästerskap nämligen VM 1999 där hon blev bronsmedaljör efter ett hopp på 1,99.
Inomhus hoppade Lapina 2,00 vid en tävling i Moskva 2003.